# 各務原キムチ
各務原キムチ（かかみがはらキムチ）は、岐阜県各務原市の観光協会、商工会議所、JAなどが町おこしのために2005年に開発したキムチ。前年に同市で開催されたイベント「『冬のソナタ』春川物語」がきっかけとなり生まれた。材料に各務原にんじんと韓国春川市の特産物である松の実を使用することが認定条件。

## 概要・沿革
1999年7月、岐阜県各務原市は、ITやアニメーションなど知識産業の育成に力を入れていた韓国の春川市と「知識・情報・技術及び人力交流協約書」を締結。これに伴い各務原日韓親善協会が発足し、同年11月から同協会はキムチ漬けの講習会を開始した。
KBS 2TVのテレビドラマ『冬のソナタ』が2003年4月から9月にかけてNHKのBS2で放映される。春川市は登場人物たちの生まれ故郷として描かれ、かつロケ地にもなったことから本国で脚光を浴びるが、ドラマは日本でも大きな反響を呼び、同年10月31日、各務原市は春川市と姉妹都市提携を結んだ。
2004年11月6日から12月26日にかけて、各務原市内で、姉妹都市提携1周年記念イベント「『冬のソナタ』春川物語」が開催された。開催期間中、約70万人が訪れ、経済効果は約66億円と試算されたこのイベントで、大きな人気を集めたのは地域の人々が手作りしたキムチだった。イベント終了後も「あのキムチはもう食べられないのか」という問合せが数多く寄せられたことから、2005年1月22日、市はキムチによるまちおこしを行うべく、JA、飲食業者などと組織横断的に「キムチ日本一の都市（まち）研究会」を結成。10カ月後の2005年11月に "各務原キムチ" を産業・農業祭で発表・販売することが目標として定められた。
2005年7月、研究会は、市民からの応募で誕生させたマスコットキャラクター「キムぴ～」を商標登録。各務原市のニンジン（各務原にんじん）と春川市の特産品である松の実を使用するとの発案が採用され、同年11月、産業・農業祭で「各務原キムチ」はお披露目発表された。
2007年6月1日、市内在住のSAX奏者・小島勇司制作のイメージソングCD『キムチの気持ち』が発売される。
同年6月2日から3日にかけて富士宮市で開催された第2回B-1グランプリに出場。
同年11月10日 - 各務原キムチが中小企業庁の「地域資源∞全国展開プロジェクト」事業の採択を受け、各務原商工会議所が中心となり開発した4種類の新商品が、かかみがはら産業・農業祭で発表された。
- 海鮮白菜キムチ - 各務原キムチを具材として炊き込んだ持ち帰り用釜飯。
- 特選★風キムチ - 白菜と大根のキムチ。
- 各務原キムチ・ポギキムチ - 白菜を丸ごと漬け込んだキムチ。
- 温感・各務原キムチボディーソープ - 唐辛子、松の実、ニンジンエキスを配合したボディーソープ。

2008年1月19日から20日にかけて第2回各務原キムチまつりが河川環境楽園オアシスパークにて行われた。同年11月1日から2日にかけて福岡県久留米市で開催された第3回B-1グランプリで、各務原キムチ鍋が3位入賞。

## 認定条件
- 各務原市特産のニンジン（各務原にんじん）を使用する事。
- 各務原市の姉妹都市の大韓民国江原特別自治道春川市の特産の松の実を使用する事。

この2点以外は認定店の自由となっており、通常キムチに使われる白菜、大根、きゅうりだけでなく、ヤーコン、竹の子、菊芋、エリンギ、カブ、エゴマの葉などが使用される。

## 取扱店・認定料理・認定商品
- 2021年（令和3年）現在、販売店は15店、認定料理を提供している店舗は19店、認定商品を取扱っている店舗は5店である。認定料理、認定商品はキムチ日本一の都市研究会事務局が認定したものである。販売店、認定料理の提供店は各務原市内のみであるが、認定商品の取り扱い店は各務原市外（関市、三重県四日市市）の店もある。

## イメージキャラクター
「キムぴ～」
唐辛子を擬人化したキャラクター。「キムチを食べてハッピー」という願いが込められている。通常は唐辛子に顔と手足が付くだけだが、マフラーと眼鏡を身に着けた「ヨン様（ペ・ヨンジュン）」風や、コック帽、学生帽とロイド眼鏡を身につけたデザインもある。
イベント用に着ぐるみも製作されているが、イラストを再現したものではなく、着用した人物が顔を出す構造である。

## イメージソング
「キムチの気持ち」
韓国の音階とジャズの要素を取り入れたイメージソング。オリジナルバージョンをはじめ、合唱バージョン、よさこいバージョン、吹奏楽バージョン、盆踊りバージョンがある。2008年には吹奏楽団シエナウインドオーケストラによって演奏された。

## その他
- 各務原キムチが誕生するまでの軌跡は、2011年に放送されたNHK岐阜放送局の開局70周年記念ドラマ『恋するキムチ』で描かれている。
- 市内にカルビーの工場があり、地域限定・ポテトチップス各務原キムチ味も製造している。市内の土産物店や駅売店などで販売している。
- 市内に本社を構えるゲーム会社、日本一ソフトウェアの手がけるPS3用ゲーム『魔界戦記ディスガイア3』以降の作品で回復アイテムとして登場している。